# Léré-See
Der Léré-See ist ein See in der Provinz Mayo-Kebbi Ouest im Südwesten des Tschad etwa 6 km östlich der Grenze zu Kamerun und sein östlicher Bereich liegt im Wildtierreservat Binder-Léré.

## Beschreibung
Der See wird vom Mayo Kébbi gespeist, der unweit Léré den kleineren Tréné-See verlässt, um 3 km später in den Léré-See zu münden.